# Campionat Provincial de Barcelona de tennis de taula
El Campionat Provincial de Barcelona de tennis de taula fou una competició esportiva de tennis de taula, creat la temporada 1962-63. De caràcter anual, foren organitzats per la Federació Provincial de Barcelona de Tennis de Taula. Es consideren la continuació dels Campionats de Catalunya, després que la Federació Espanyola de Tennis de Taula dissolgué les federacions regionals i establís les provincials. Entre 1963 i 1982 es disputaren campionats provincials a Barcelona, Girona, Tarragona i Lleida. Els campions de cadascun dels campionats provincial tenien dret a competir al Campionat d'Espanya. Després de la restauració de la Federació Catalana de Tennis de Taula i dels Campionats de Catalunya la temporada 1983-84, es deixaren de celebrar.

## Historial
| Edició | Data    | Ind. masculí      | Ind. femení         | Dobles masculí              | Dobles femení                         | Dobles mixtos                         | refs. |
| ------ | ------- | ----------------- | ------------------- | --------------------------- | ------------------------------------- | ------------------------------------- | ----- |
| I      | 1961-62 | Palés II          | Nacha Hospital      | Juan Castillo Palés I       | Nacha Hospital Montserrat Guiamet     | Nacha Hospital Huecas II              |       |
| II     | 1962-63 | Palés II          | Nacha Hospital      | Huecas II Jordi Ibáñez      | Nacha Hospital Montserrat Guiamet     | Nacha Hospital Jordi Ibáñez           |       |
| III    | 1963-64 | Palés II          | Maria Rosa Riumbau  | Juan Castillo Gómez         | Montserrat Guiamet Maria Rosa Riumbau | Anna Maria Navarro Palés II           |       |
| IV     | 1964-65 | Palés II          | Alícia Guri         | Juan Castillo Gómez         | Maria Rosa Riumbau Mercè Palés        | Maria Rosa Riumbau Juan Castillo      |       |
| V      | 1965-66 | Palés II          | Maria Rosa Riumbau  | Palés I Palés II            | Anna Maria Navarro Irene Nuño         | Anna Maria Navarro Palés II           |       |
| VI     | 1966-67 | Palés II          | Anna Maria Navarro  | Juan Castillo Palés I       | Anna Maria Navarro Irene Nuño         | Maria Rosa Riumbau Feliu              |       |
| VII    | 1967-68 | Palés II          | Anna Maria Navarro  | Juan Castillo Palés I       | Mercè Foz Montserrat Foz              | Fornara Palés II                      |       |
| VIII   | 1968-69 | Palés II          | Anna Maria Navarro  | Palés II Malet              | Anna Maria Navarro Maria Rosa Riumbau | Mercè Foz Palés II                    |       |
| IX     | 1969-70 | Palés II          | Pilar Lupón         | Palés II Malet              | Pilar Lupón Joaquima Messeguer        | Pilar Lupón Joan Salvia               |       |
| X      | 1970-71 | Sureda            | Pilar Lupón         | Juan Castillo Burgos        | Pilar Lupón Joaquima Messeguer        | Mercè Foz Palés II                    |       |
| XI     | 1971-72 | Marqués           | Pilar Lupón         | Palés II Elorza             | Pilar Lupón Joaquima Messeguer        | Mercè Foz Palés II                    |       |
| XII    | 1972-73 | Palés II          | Pilar Lupón         | Ollé Saguer                 | Pilar Lupón Joaquima Messeguer        | Mercè Foz Palés II                    |       |
| XIII   | 1973-74 | Feliu II          | Montserrat Sanahuja | Lupón Caramés               | Bros Clapés                           | Montserrat Sanahuja Orlando Saña      |       |
| XIV    | 1974-75 | Robert Navarro    | Pilar Lupón         | Robert Navarro Orlando Saña | Infante Pilar Gargallo                | Pilar Lupón Lupón                     |       |
| XV     | 1975-76 | Palés II          | Pilar Lupón         | Feliu II Sureda             | Montserrat Sanahuja Elena Serra       | Montserrat Sanahuja Orlando Saña      |       |
| XVI    | 1976-77 | Feliu II          | Pilar Lupón         | Palés Feliu II              | Mercè Foz Infante                     | Pilar Lupón Lupón                     |       |
| XVII   | 1977-78 | Lupón             | Montserrat Sanahuja | Moles Junyent               | Montserrat Sanahuja Elena Serra       | Pilar Lupón Lupón                     |       |
| XVIII  | 1978-79 | Ismael Caymel     | Pilar Lupón         | L. Calvo Ismael Caymel      | Montserrat Sanahuja Elena Serra       | Montserrat Sanahuja Josep Maria Palés |       |
| XIX    | 1979-80 | Josep Maria Palés | Pilar Lupón         | Josep Maria Palés Moles     | Montserrat Sanahuja Elena Serra       | Pilar Lupón Lupón                     |       |
| XX     | 1980-81 | Josep Maria Palés | Pilar Lupón         | Josep Maria Palés Moles     | Montserrat Sanahuja Elena Serra       | Montserrat Sanahuja Josep Maria Palés |       |
| XXI    | 1981-82 | Josep Maria Palés | Pilar Lupón         | Josep Maria Palés Moles     | Pilar Lupón Pilar Gargallo            | Montserrat Sanahuja Josep Maria Palés |       |